# Microbryum tasmanicum
Microbryum tasmanicum là một loài Rêu trong họ Pottiaceae. Loài này được (Dixon & Rodway) R.H. Zander mô tả khoa học đầu tiên năm 1993.